# Mundo grecorromano

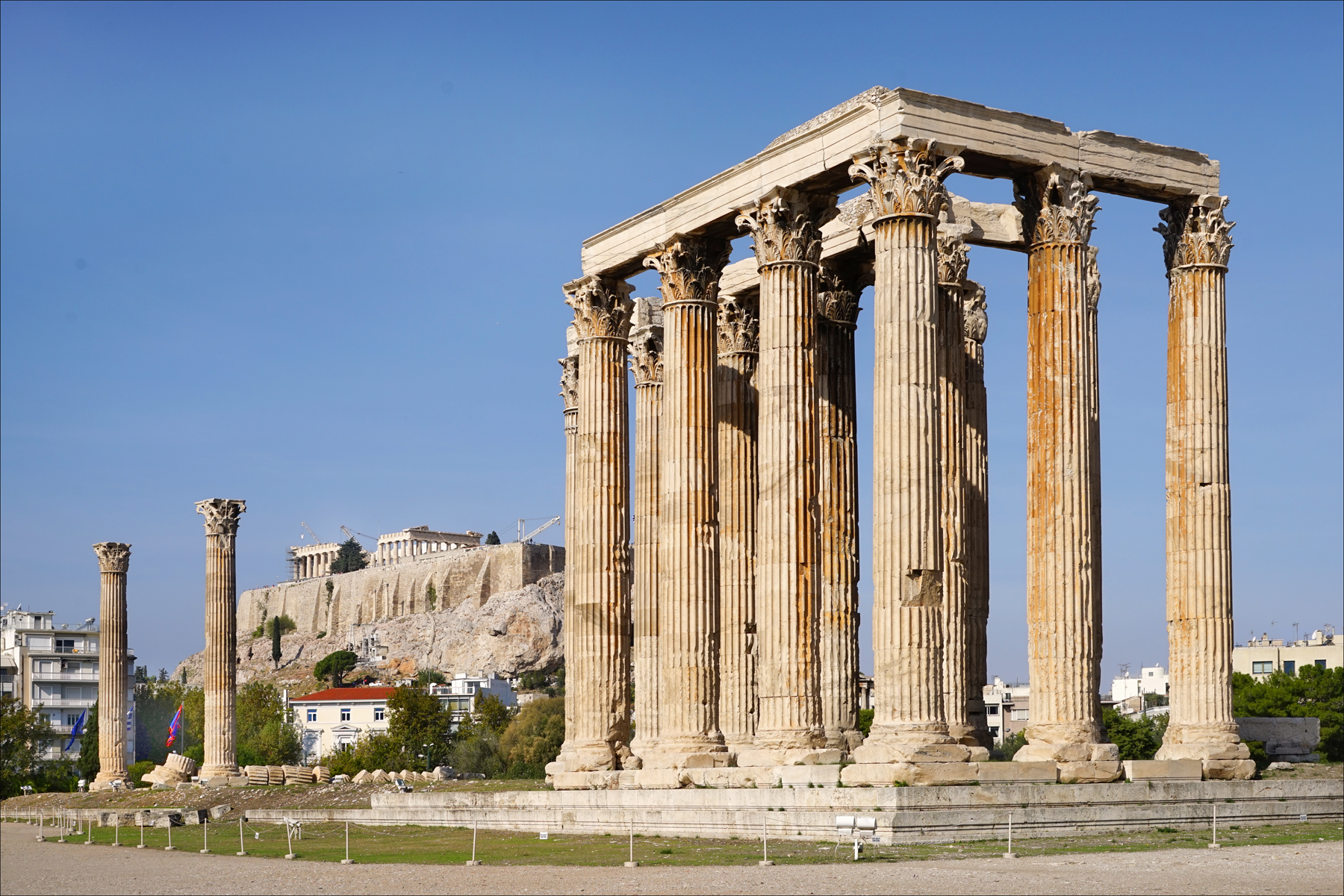
El Templo de Zeus Olímpico en Atenas, construcción iniciada por los tiranos atenienses en el y finalizada por el emperador romano Adriano en el siglo II d. C.

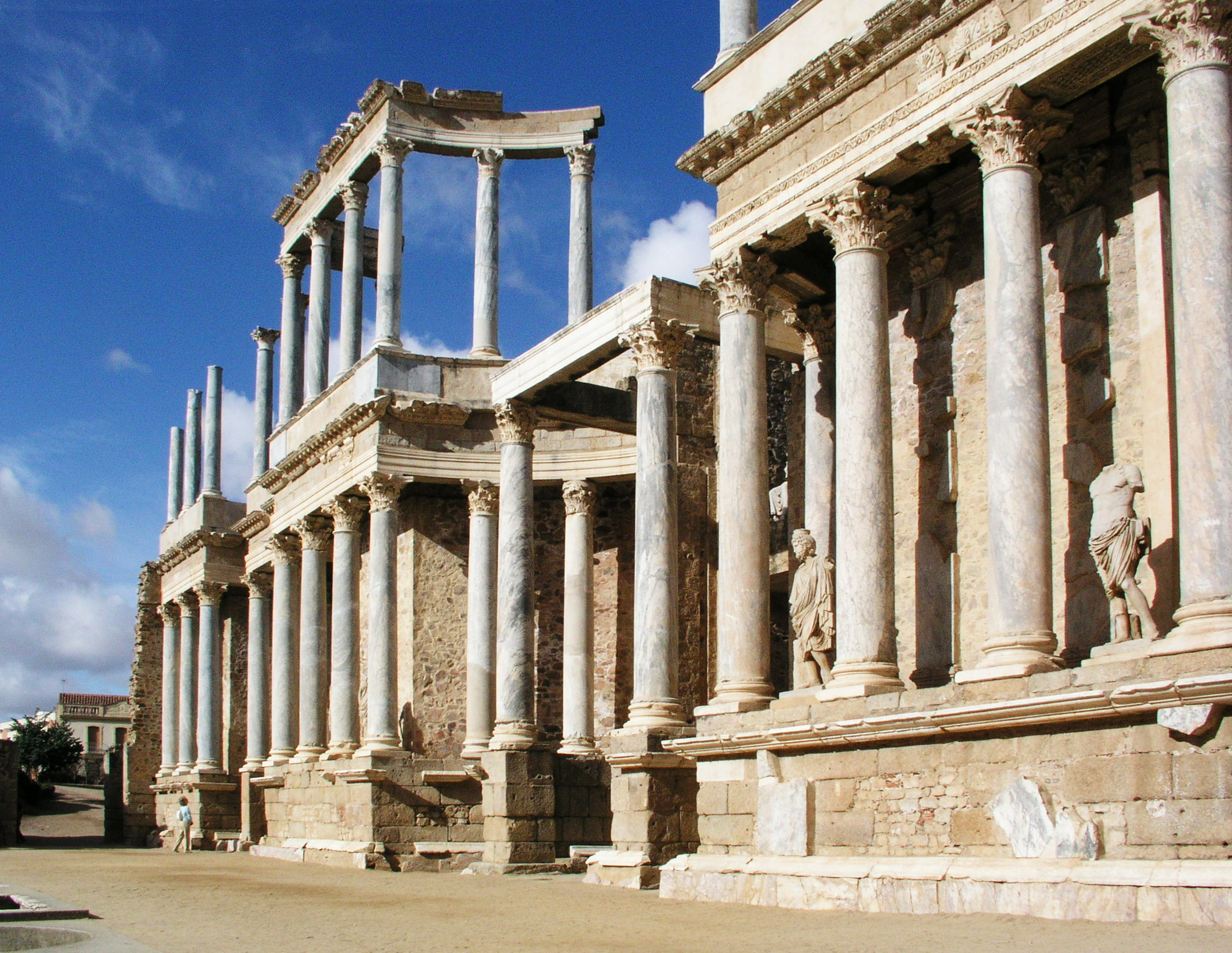
Teatro romano de Mérida, España.

El término mundo grecorromano o mundo grecolatino (Ελληνορωμαϊκός πολιτισμός), entendido por académicos antiguos y modernos, geógrafos y escritores de todo tipo, se refiere al espacio geográfico ocupado por la civilización clásica; los países que estuvieron directa, prolongada e íntimamente influenciados por la lengua, cultura, religión, economía, gobierno, instituciones sociales, militares y políticas de los antiguos griegos y romanos. El área se circunscribe al mundo mediterráneo, cuya extensión coincide en líneas generales con las cuencas del mar Mediterráneo y del mar Negro (excepto las estepas rusas) y amplias zonas del Próximo Oriente (con presencia difusa y distinta según el momento, hasta Asia Central y la India) y Europa Occidental (hasta el Rin); donde sus percepciones culturales, ideas y sensibilidades eran dominantes.

## Significado del término
A este término, más bien amplio en una significación superficial, se le otorga un significado más preciso, histórico y determinado con un entendimiento de la evolución cultural y política de 
la historia antigua. Históricamente, la expansión total por mar y tierra entre las Columnas de Hércules (el estrecho de Gibraltar) y el río Indo (excluyendo la península arábiga) estuvieron subordinados o bien a la autoridad de los griegos o a la de los romanos, dependiendo del momento. Aquellas regiones que estuvieron breve o solo nominalmente subyugadas a las civilizaciones de estos dos preceptores culturales, i.e., Asia entre el Tigris y el río Indo para los griegos que siguieron las conquistas de Alejandro Magno, y Alemania entre el Rin y el río Elba por las armas de Octavio Augusto, no son normalmente tomadas en cuenta por este motivo. Aunque, por supuesto, existen pequeñas excepciones a esta regla. La mal definida, pero fuertemente característica región asiática de Bactria fue una de las pocas antiguas satrapías persas más allá del Tigris donde la civilización helenística fue tan devotamente abrazada por los nativos, como lo fue en la región de Panyab, que la cultura y el pensamiento sobrevivieron la mengua y final desaparición de la administración de los sucesores de Alejandro (los Diádocos). En ambas áreas, mucho después que las comunicaciones directas con los centros del mundo Helenístico tradicional en Egipto, Siria, Mesopotamia, Asia Menor y Macedonia hubieron cesado por la interposición de los bárbaros (es decir, partos), el Helenismo no solo floreció sino que los reinos indígenas le dieron una expresión vibrante y poderosa. Es más, estas excepciones a menudo, incluso después que los establecimientos hubieran sido subvertidos y destruidos, todavía transmitían el conocimiento del Helenismo como intermediarios a los nuevos estados.